# Флајдубаи
Флајдубаи (арап. فلاي دبي, брендиран као Flydubai, стилизовано као flydubai) је нискотарифна авио-компанија са седиштем на терминалу 2 међународног аеродрома Дубаи, са кога и обавља авио операције.

## Историја
Флајдубаи је основала Влада Дубаија 19. марта 2008. године, а први лет је обавио 1. јуна 2009. Иако Флајдубаи није део Групе Емирати, авио-компанија Емирати је активно помогла процес иницијалног оснивања Флајдубаија. 14. јула 2008. Флајдубаи је са америчким произвођачем Боинг потписао уговор о наруџбини 50 авиона типа Боинг 737-800, укупне вредности 3,74 милијарде америчких долара, са могућношћу касније промене наруџбине, у складу са својим потребама. Први авион испоручен је 17. маја 2009. године. Редовни саобраћај започео је 1. јуна 2009, летом између Бејрута у Либану и Амана у Јордану.
Од тада, мрежа дестинација је значајно проширена. Флајдубаи је започео летове до београдског аеродрома Никола Тесла 10. новембра 2011. године, са фреквенцијом од 4 лета недељно.

## Флота
По подацима из марта 2013, флота Флајдубаија се састоји од 28 авиона типа Боинг 737-800, просечне старости годину дана, од којих су неки узети на лизинг.
Сви авиони су опремљени кабином са 189 места, искључиво у економској класи.
| Тип           | У употреби | Наручено | Седишта |
| ------------- | ---------- | -------- | ------- |
| Боинг 737-800 | 28         | 22       | 189     |
| Укупно        | 28         | 22       |         |